# Římskokatolická farnost Bohdalov
Římskokatolická farnost Bohdalov je územním společenstvím římských katolíků v rámci žďárského děkanství brněnské diecéze s farním kostelem svatého Vavřince.

## Historie farnosti
První písemná zmínka o Bohdalově pochází z roku 1349. Farní kostel svatého Vavřince byl založen asi ve druhé polovině 13. století a v letech 1736–1759 byl barokně přestavěn. V roce 2001 byla provedena oprava střechy a nová fasáda kostela, v letech 2022–23 generální oprava věže za přispění občanů, Městyse Bohdalov, Agrasu Bohdalov, místní fotovoltaiky, firmy Sabra a dalších podniků, a s dotacemi z MK  a kraje Vysočina.

## Znak farnosti

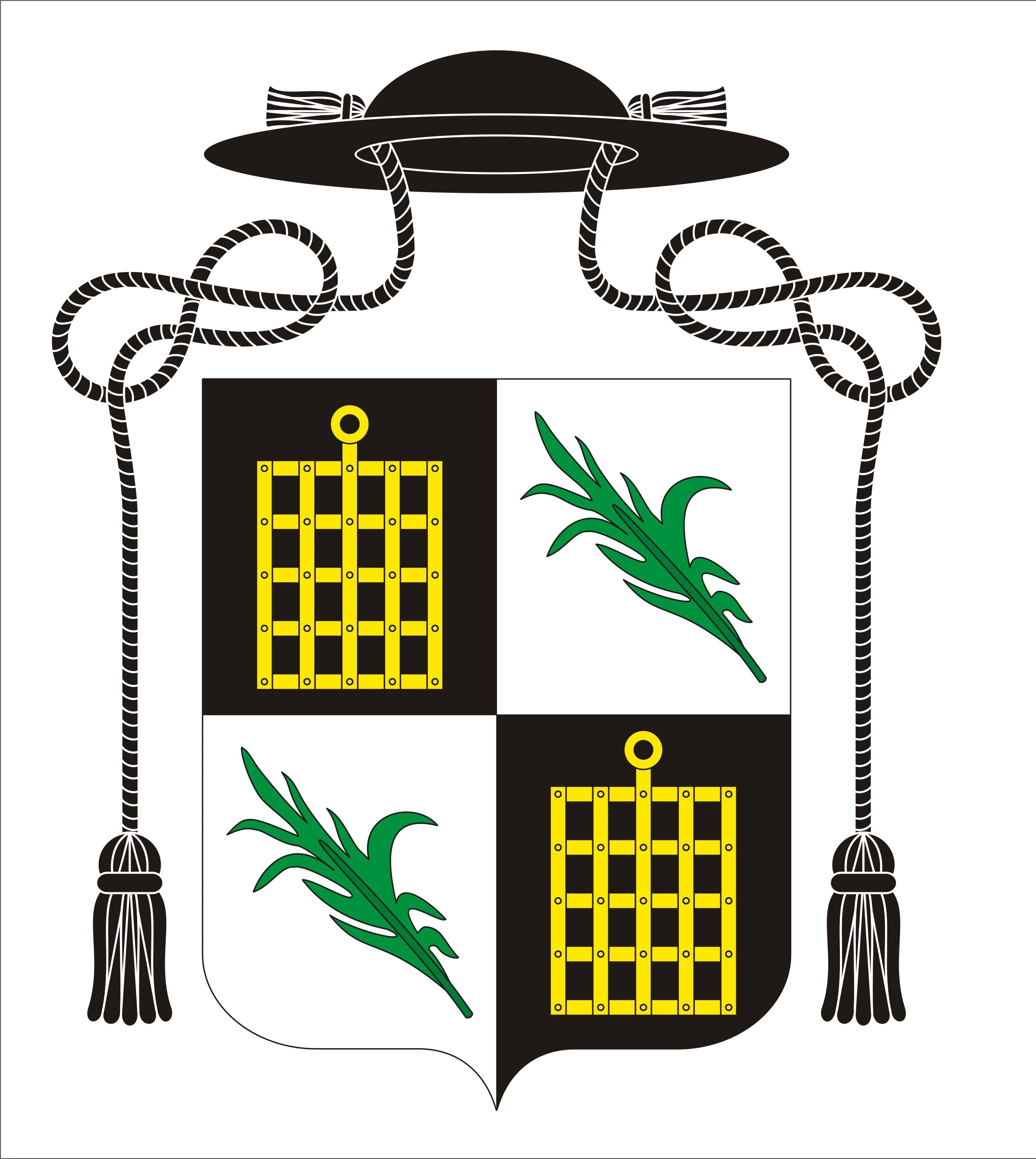

Znak bohdalovské farnosti vychází ze znaku hrabat Collaltů, sídlících až do roku 1945 na Rudolci, za nichž byl roku 1758 dostavěn do současné velikosti farní kostel, zasvěcený sv. Vavřinci. Rožeň je známým atributem tohoto světce. Palmová ratolest pak je obecným symbolem mučednictví. Černý kněžský klobouk s černými šňůrami a jedním střapcem je vyhrazen pro farnosti. Znak vytvořil heraldik Josef Plch z Jedovnic.

## Kostely a kaple ve farnosti
- Bohdalov – farní kostel sv. Vavřince s presbytářem z 13. století a lodí ze 18. století
- Chroustov – kaple sv. Cyrila a Metoděje z r. 1885
- Kyjov – kaple Panny Marie Růžencové z r. 1875
- Pokojov – kaple Panny Marie Bolestné, upravená z části hasičky
- Rudolec – kaple sv. Anny postavena r. 1998 na horním okraji obce (kdysi kaple stejného zasvěcení na zámku, v 50. letech 20. století zrušena)

## Aktivity ve farnosti
Bohoslužby v neděli v 10, ve čtvrtek v letním čase v 18 hod. V kaplích dle ohlášení. Adorační den připadá na nejbližší neděli po 14. dubnu. 
Ve farnosti se pravidelně koná tříkrálová sbírka. V roce 2025 se při ní vybralo: Bohdalov 52 837 Kč, Chroustov 18 370 Kč, Rudolec 19 220 Kč, Pokojov 12 888 Kč, Kyjov 6 600 Kč, celkem ve farnosti 109 915 Kč. V roce 2024 to bylo 108 542 Kč.
Mládež ve farnosti se zapojuje při přípravě akcí, na kterých se setkávají děti z farnosti i mimo farnost. Od roku 2014 se mládeži z farnosti daří připravovat farní tábor pro děti z domácí i okolních farností. Vedle tábora se také konají pravidelná každotýdenní adventní setkání mládeže a zpívání u jesliček.
V jednotlivých obcích farnosti se konají v průběhu roku poutě (v Chroustově, Rudolci, Bohdalově, Pokojově, Kyjově). Na konci prázdnin se koná děkovná bohoslužba za úrodu s prosbami za všechny, kterým to ve škole začíná (bez žehnání aktovek), při které je požehnáno všem dětem a mladým lidem a všem jejich vychovatelům.

## Duchovní správci
1360 Mikuláš, katolický farář v Bohdalově, odchází do kostela sv. Václava v Přistoupimi u Českého Brodu, k nám odtud přichází jako farář také Mikuláš, (je to první písemná zmínka o kostele, obec je poprvé zmiňována L.P. 1349)
1383 farář Mikuláš od nás odchází do Přibyslavi
Ze souvislé  řady dalších duchovních správců se nám zachovalo jen pár jmen:
1407 kněz Adam
1505 kněz Hanuš Mautner
1575 - 1590 farář Jakub
od r. 1592 kněz Pavel
farář Matyáš Pšenička + 1620
1626 - 1667 kněží z Měřína, známí jsou jen Jan Drachovius, Jan Antalus
Obnovení katolické duchovní správy po 30-leté válce:
- ???–1666 P. Jan Švábenský
- 1667–1684 P. Jonáš František Erinaceus
- 1684–1690 P. Jan Funiák
- 1690–1698 P. František Břeščan
- 1698–1724 P. Jan Heisselder
- 1724–1738 P. Antonín Václav Nosek
- 1738–1762 P. Jindřich Nosek
- 1762–1764 P. František Seltzer
- 1764–1778 P. Filip Slavíček
- 1778–1796 P. Jan Bernard Hriss
- 1796–1829 P. František Alois Delinz
- 1829–1841 P. Josef Karel Papež
- 1841–1854 P. Jan Formánek
- 1854–1872 P. Josef Schwartz
- 1872–1885 P. Jan Bazala
- 1885–1889 P. Jan Brabenec
- 1889–1912 P. Josef Svátek
- 1912–1923 P. František Klimeš
- 1923–1937 P. Antonín Hrubý
- 1938–1941 P. Josef Válka
- 1942–1949 P. Josef Votava
- 1949–1949 P. František Baťka
- 1950–1953 P. Josef Kříž
- 1953–1986 P. Vlastimil Šenkýř
- 1986–2009 P. Alois Weigl[3]

Administrátorem excurrendo byl od 1. července 2009 R. D. RNDr. Miroslav Kazik.K 1. srpnu 2017 byl novým administrátorem excurrendo jmenován Mons. Mgr. Jan Peňáz. 

## Kněží pocházející z farnosti
Z bohdalovské farnosti pochází celkem 12 kněží (stav ke květnu 2018):
- P. Jan Koudela (svěcení 1863)
- P. Jan Novotný (svěcení 1865)
- P. Emanuel Koubek (svěcení 1875)
- P. Julius Koubek (svěcení 1882)
- P. Filip Homola (svěcení 1889)
- P. Emanuel Štikar (svěcení 1891)
- P. Emanuel Koubek II (svěcení 1901)
- P. František Augustin (svěcení 1915)
- P. Josef Skála (svěcení 1935)
- P. Jan Klíma (svěcení 1941)
- P. Jaroslav Novotný (svěcení 1948)
- P. Vladimír Novotný (svěcení 1950) [6]